# Le Cascadeur
Pour plus de détails, voir Fiche technique et Distribution.
Le Cascadeur (Stuntman) est un film franco-italien de Marcello Baldi, sorti en 1968.

## Fiche technique
Sauf indication contraire, les informations mentionnées dans cette section peuvent être confirmées par la base de données cinématographiques IMDb,  présente dans la section « Liens externes ».
- Titre original italien : Stuntman[1]
- Titre français : Le Cascadeur[2]
- Réalisation : Marcello Baldi
- Scénario : Marcello Baldi, Sandro Continenza
- Photographie : Antonio Climati, Carlo Carlini
- Montage : Mario Morra
- Musique : Carlo Rustichelli
- Décors : Luciano Lucentini[1]
- Costumes : Marisa Crimi, Clara Centinaro[1]
- Cascades : Rémy Julienne
- Sociétés de production : Ultra Film (Rome), Marianne Productions (Paris)[1]
- Pays de production :  Italie -  France
- Langue originale : italien
- Format : Couleurs par Eastmancolor - Son mono
- Genre : Comédie satirique[2], poliziottesco
- Durée : 97 minutes[1]
- Date de sortie :
  - Italie : 31 décembre 1968
  - France : 30 juillet 1969[2]
- Affiche : Jean Mascii (France)

## Distribution
- Gina Lollobrigida : Evelyn Lake
- Robert Viharo (en) : Johnny
- Marie Dubois : Yvette
- Jean-Claude Bercq : Omero
- Paul Müller : Lamb
- Marisa Mell : Gloria Hall